# Germany 1985
Germany 1985 är ett datorspel med krigstema, publicerat 1983 av Strategic Simulations, Inc.. Spelet utvecklades av Roger Keating och var det första spelet i serien "When Superpowers Collide" series, och följdes av RDF 1985, Baltic 1985 och Norway 1985.
Spelet handlar om en tänkt konfliktsituation där Sovjetunionen anfaller södra och mellersta Västtyskland, och NATO-medlemsstaternas styrkor måste ta sig dit och stoppa dem. Spelaren kan välja att spela, antingen som NATO-styrkor eller sovjetiska styrkor, och kan spela i turordning mot varandra eller mot datorn.
Spelet innehåller två stridsscenarion, i "Advance-to-Contact" rusar sovjetiska och amerikanska styrkor för att skapa en sammanhållande frontlinje. "Invasion" börjar med att Sovjetunionen skickar ut luftburna styrkor bakom NATO-linjer. I båda fall krävs samma sak för att vinna: den som tar kontroll över flest antal städer vinner.

## Uppföljare
Spelet innehöll tre uppföljare: RDF 1985, som handlar om strid mellan amerikanska United States Rapid Deployment Forces och sovjetiska styrkor för att kontrollera oljefälten i Saudiarabien; Baltic 1985: Corridor to Berlin, där NATO-styrkor skall befria allierade soldater som fastnat i Berlin vid krigets början; och Norway 1985 där Sovjetunionens och NATO:s skidsoldater strider om herravälde i Norge.
Dessutom kom 1981 SSI-spelet Southern Command, som handlar om en israelisk motattack mot Suezkanalen under 1973 års krig mot Egypten, som använde samma system.